# Борис Василев
Борис Василев (Боркиша) е един от съоснователите на футболния отбор „Левски“ (София). Участник в учредителното събрание на клуба през 1914 г. Считан официално за „кръстник“ на отбора.

## Биография
Борис Василев е роден на 25 септември 1898 в София, починал на 10 март 1983 в София. По професия е юрист. Съучредител на отбора на Левски (София) през 1914 г. От 1914 до 1920 г. е неизменен ляв полузащитник на отбора. В същия период изпълнява ролите и на касиер и секретар в ръководството на клуба. През 1921 г. става първият „завеждащ спорта“ на клуба – длъжност, която днес отговаря едновременно и на треньор, и на технически директор. Остава на този пост до 1927 г.
През 1922 г. създава първия детско-юношески отбор към „Левски“ (София), наречен „сините лъвчета“, което е една от първите детско-юношески формации в страната. От 1928 до 1934 г. е член на ръководството на клуба, като заема длъжностите заместник-председател и член на контролния съвет.

## Участие в учредителното събрание на Левски (София)
На 24 май 1914 г. в местността „Могилката“ (на ъгъла на бул. „Пенчо Славейков“ и ул. „Никола Славков“ срещу 22-ро училище) в София група от тридесетина младежи основават официално собствен спортен клуб. Повечето от присъстващите на събранието са ученици от тогавашната Втора мъжка гимназия, сред тях е и Борис Василев-Боркиша. След оживени дебати относно името на отбора, по време на които са обсъждани имена като „Атлантик“, „Рапид“, „Експрес“ и „Мажестик“, по предложение на Боркиша отборът е кръстен на името на Апостола на българската свобода Васил Левски. Причините за предложението Борис Василев описва по-късно:
| „ | На учредителното ни събрание на Могилката предложих Васил Левски за наш патрон, защото не исках в името на клуба ни да има чуждо влияние и защото се възхищавах от Апостола на свободата и виждах в него образец на смелост, ловкост и героизъм, на безпределна любов към народа и на готовност за саможертва в името на народа. | “ |